# Farbror blå (musikalbum)
Farbror blå är det andra och sista albumet av den svenska gruppen Farbror blå, utgivet 1992. Låtarna "Du är min drog", "Jag är din man", Upp och iväg" och "Robinson” släpptes som singlar från albumet. "Du är min drog" blev bandets största hit.

## Låtlista
Alla låtar skrevs av Peter Kvint där inget annat anges.
1. "Himlen kan vänta" - 4:49
2. "Du är min drog" - 4:54
3. "Ett steg till" - 4:12
4. "På rymmen" - 3:54
5. "Jag är din man" - 4:18
6. "Vilovägar" - 4:17
7. "Robinson" - 3:53
8. "Jag går och drömmer" - 3:18 (Måns Eriksson)
9. "Upp och iväg" - 4:40
10. "Ensam är ingen" - 3:33 (Eriksson)
11. "Man över bord" - 4:19
12. "Storstadscowboy" - 4:02

## Musiker
- Peter Kvint – gitarr, körsång
- Andreas Nilsson – sång
- Thomas Adolfsson – klaviatur
- Ulf Carlsson – gitarr
- Måns Eriksson – trummor, percussion, körsång
- Göran Hovmark – bas